# Michael Heubach
Michael Heubach (* 4. Oktober 1950 in Leipzig) ist ein deutscher Rockmusiker und Komponist. Als Mitglied namhafter Rockbands und erfolgreicher Komponist spielte er eine wichtige Rolle in der DDR-Rockmusik. Bekannte Kompositionen wie Du hast den Farbfilm vergessen, Wasser und Wein und Tagesreise stammen von Heubach.

## Musikalische Entwicklung
Bereits als Fünfjähriger nahm Michael Heubach Klavierunterricht und wurde, aufgefallen durch sein Improvisationstalent, mit 13 Jahren an eine Spezialschule für Musik nach Halle (Saale) delegiert. Noch während der Ausbildung begann er zu komponieren, vorerst im klassischen Bereich. Es entstanden verschiedene Klavierstücke und ein Auftragswerk für die Händel-Festspiele Halle (Saale). Neben seiner klassischen Musikausbildung spielte er bereits während seiner Schulzeit in verschiedenen Amateurbands Tanzmusik. Von 1967 bis 1971 studierte er Fagott und Komposition an der Leipziger Musikhochschule.
Nach Beendigung seines Studiums wurde Heubach Berufsmusiker und begann als Keyboarder in der Klaus Renft Combo, wo er mit dem Arrangement des Erfolgstitels Wer die Rose ehrt der Band seine persönliche Note gab und seine ersten Rock-Kompositionen im DDR-Rundfunk produziert wurden.
Bereits ein Jahr später wechselte er zur Bürkholz-Formation. Die Band, zu der neben Heubach Thomas Bürkholz, Wolfgang Suhle Zahn, Heinz Geisler, Frank Czerny und Hans-Jürgen Beyer gehörten, galt als die am wenigsten angepasste Band jener Zeit. Wegen der zahlreichen Ausschreitungen während der Konzerte der Band erhielten im Juli 1973 die meisten Bandmitglieder ein Auftrittsverbot. Daraufhin löste Bürkholz die Band auf. Heubach, der auch in dieser Band Keyboard spielte, konnte seine Karriere ungehindert fortsetzen. Die Mehrzahl der Eigenkompositionen dieser Band, unter anderem eine Rockkantate, stammten von Heubach. Mit Sei kein Vulkan und Finden wir uns neu wurden seine ersten Kompositionen beim DDR-Plattenlabel Amiga veröffentlicht. 1973 wechselte er kurzzeitig zur Horst-Krüger-Band. Mit ihr nahm er auch den Titel Tagesreise auf, den er schon bei der Bürkholz-Formation komponiert hatte. Dieser wurde zweimal bei Amiga veröffentlicht, 1975 mit der Horst-Krüger-Band und 1979 mit Lift.
Als sich die Aufregung um das Bandverbot der Bürkholz-Formation gelegt hatte und die DDR-Führung begann, die Rockmusik zu akzeptieren, versuchte Heubach die Band wiederzubeleben; er gründete Anfang 1974 seine erste eigene Band, Automobil.
Zur Band gehörten:
- Michael Heubach (Keyboard)
- Wolfgang Zahn (Saxophon)
- Christian Claus (Saxophon)
- Matthias Neumann (Bass)
- Dieter Kademann (Gitarre),
- Dietmar Stephan (Schlagzeug) und
- Nina Hagen (Gesang)

Heubach hatte Nina Hagen als Sängerin im Orchester Alfons Wonneberg entdeckt.
Für Automobil schrieb Heubach fünf Kompositionen, unter anderem den Titel Du hast den Farbfilm vergessen, der sofort auf Platz eins landete, zum Hitklassiker wurde und die Sängerin Nina Hagen bekannt machte. 1975 verließ Nina Hagen spontan die Band und ging zu Fritzens Dampferband. Da Automobil in der Öffentlichkeit inzwischen untrennbar mit dem Namen Nina Hagen verbunden war, löste Heubach die Band auf und ging im Oktober 1975 zu Lift.
Dort komponierte Heubach Titel wie Tochter Courage, Und es schuf der Mensch die Erde und Wasser und Wein. Im November 1978 kam es während einer Tournee durch Polen zu einem Autounfall, bei dem seine Kollegen Gerhard Zachar und Henry Pacholski tödlich verunglückten und er selbst schwer verletzt wurde.
Nach einem Jahr Genesungspause und einem kurzen Zwischenspiel bei Veronika Fischer stieg Heubach Anfang 1980 bei Ute Freudenberg & Gruppe Elefant als Keyboarder ein. In dieser Zeit entstanden unter anderem die Titel Einmal ganz oben, Wo das Meer beginnt; die Langspielplatte Jugendliebe, die wohl erfolgreichste Aufnahme dieser Band, wurde bei Amiga produziert. Die Band erhielt Angebote, im Westen zu arbeiten. Heubach wurde aber kein Reisekader, was damit begründet wurde, dass er den Unfall in Polen verschuldet hatte. Er musste die Band 1981 verlassen.
Ab 1980 war er Mentor für junge Interpreten beim Komitee für Unterhaltungskunst. Einer seiner Schützlinge war Elke Martens. Für sie stellte er die Begleitband Megaphon zusammen, die sich – bedingt durch häufige Ausfälle von Martens wegen Krankheit – 1983 wieder auflöste.
1984 kehrte Heubach zu Lift zurück, jener Band, mit der er am ehesten seine eigenen musikalischen Vorstellungen verwirklichen konnte. Sänger und Schlagzeuger Werther Lohse und Till Patzer kehrten damals, nach einer jazzorientierten Phase, zum liedhafteren Bandkonzept zurück. Neben Heubach kam damals auch Hans Wintoch zu Lift.
1985 verließ Michael Heubach die Band und arbeitete fortan ausschließlich als Komponist. Heute ist er als freier Komponist und Musikproduzent tätig.

## Diskografie

### Singles
- 1974: Du hast den Farbfilm vergessen / Wenn ich an dich denk / Nina Hagen & Automobil (Amiga)
- 1975: He wir fahrn aufs Land / Nina Hagen & Automobil (Amiga)

### Langspielplatten, teilweise Sampler
- 1973: Sei kein Vulkan / Finden wir und neu / Bürkholz-Formation auf hallo 10 (Amiga)
- 1975: Was denn auf Hallo 1/1975 (Amiga)
- 1975: Du hast den Farbfilm vergessen auf 20x Beat (Amiga)
- 1975: He wir fahrn aufs Land auf 2x10 Beat-Erfolge (Amiga)
- 1975: Horst Krüger-Band (Amiga)
- 1977: Wenn du auf dem Rücken liegst auf Disco tipp (Amiga)
- 1977: Lift (Amiga)
- 1979: Meeresfahrt / Lift (Amiga)
- 1981: Jugendliebe / Ute Freudenberg & Elefant (Amiga)

## Filmografie
- 1979: Kennst du das Land… Eine politische Revue (Dok.-Film)
- 1988: Weihnachtsgans Auguste